# Ле-Буа-д'Анжу
Ле-Буа-д'Анжу (фр. Les Bois d'Anjou) — муніципалітет у Франції, у регіоні Пеї-де-ла-Луар, департамент Мен і Луара. Ле-Буа-д'Анжу утворено 1 січня 2016 року шляхом злиття муніципалітетів Бріон, Фонтен-Герен i Сен-Жорж-дю-Буа. Адміністративним центром муніципалітету є Фонтен-Герен. Населення — 2543 особи (01.01.2021).